# Rajon Kamjanske
Der Rajon Kamjanske (ukrainisch Кам'янський район/Kamjanskyj rajon; russisch Каменский район/Kamenskyj rajon) ist eine Verwaltungseinheit im Zentrum der Ukraine und gehört zur Oblast Dnipropetrowsk.

## Geschichte
Der Rajon entstand am 17. Juli 2020 im Zuge einer großen Rajonsreform durch die Vereinigung der Rajone Krynytschky, Pjatychatky und Werchnjodniprowsk sowie der Städte Kamjanske, Schowti Wody und Wilnohirsk.

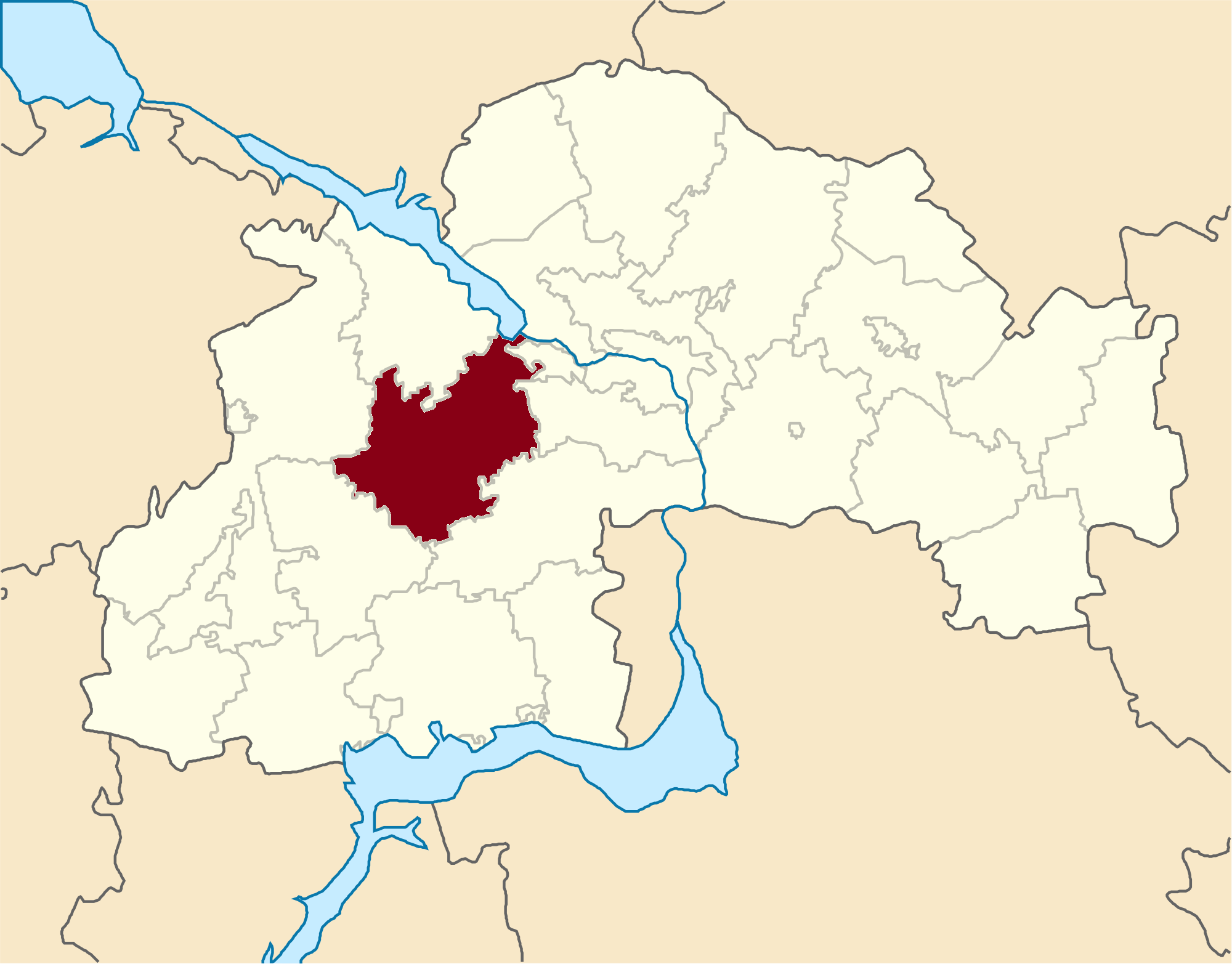
Rajon Krynytschky bis Juli 2020
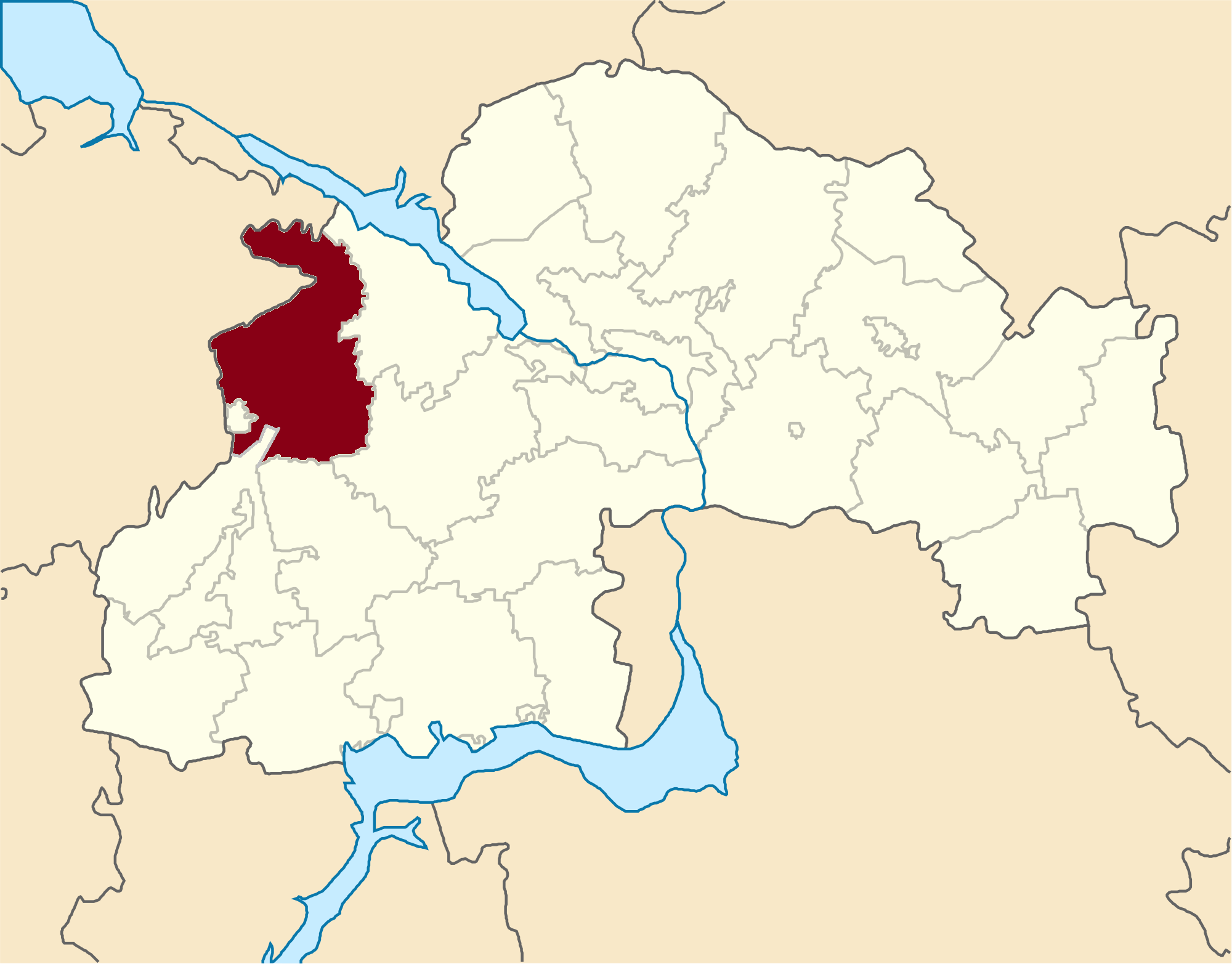
Rajon Pjatychatky bis Juli 2020
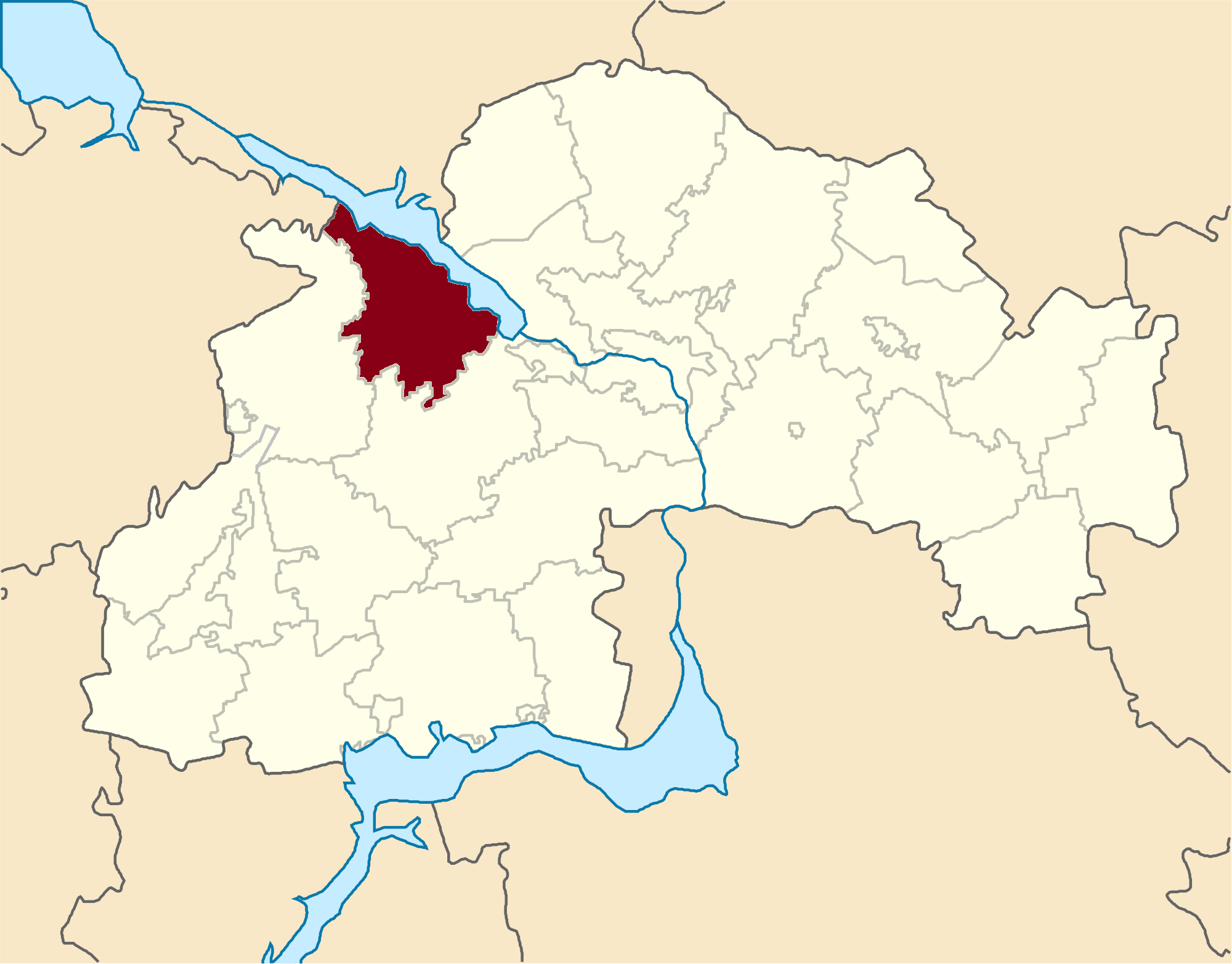
Rajon Werchnjodniprowsk bis Juli 2020
Rajonsgebiet ab Juli 2020

## Geographie
Der Rajon liegt im Zentrum der Oblast Dnipropetrowsk. Er grenzt im Norden an den Dnipro, im Osten an den Rajon Dnipro, im Süden an den Rajon Krywyj Rih und im Westen an den Oblast Kirowohrad.

## Administrative Gliederung
Auf kommunaler Ebene ist der Rajon in 12 Hromadas (6 Stadtgemeinden, 4 Siedlungsgemeinden und 2 Landgemeinden) unterteilt, denen jeweils einzelne Ortschaften untergeordnet sind.
Zum Verwaltungsgebiet gehören:
- 6 Städte
- 8 Siedlungen städtischen Typs
- 250 Dörfer
- 10 Ansiedlungen

Die Hromadas sind im Einzelnen:
- Stadtgemeinde Kamjanske
- Stadtgemeinde Pjatychatky
- Stadtgemeinde Schowti Wody
- Stadtgemeinde Werchiwzewe
- Stadtgemeinde Werchnjodniprowsk
- Stadtgemeinde Wilnohirsk
- Siedlungsgemeinde Boschedariwka
- Siedlungsgemeinde Krynytschky
- Siedlungsgemeinde Lychiwka
- Siedlungsgemeinde Wyschnewe
- Landgemeinde Saksahan
- Landgemeinde Satyschne